# Elizabetha durissima
Elizabetha durissima är en ärtväxtart som beskrevs av Adolpho Ducke. Elizabetha durissima ingår i släktet Elizabetha och familjen ärtväxter. Inga underarter finns listade i Catalogue of Life.